# Ilê Obá Aganju Ocoloiá
Ilê Obá Aganju Ocoloiá, terreiro da nação Nagô-ebá mais conhecido com Xangô do Recife ou Xangô do Nordeste localizado na cidade do Recife, Pernambuco.

## Fundação do terreiro
O nome “Ilê Obá Aganju Ocoloiá” significa “casa de Xangô Aganju, o esposo de Oiá. Como esta frase revela, o orixá patrono da casa é Xangô, e tem o orixá feminino Oiá (também conhecida pelo nome de Iansã) como sua matriarca. (MEIRA, 2008;2009).
O Terreiro, que se autodenomina como sendo nagô, foi fundado em 1945, e teve como cenário político de surgimento o último ano do regime do Estado Novo (1937 – 1945). Esse período caracterizou-se como um momento de organização social baseado na moralidade e religiosidade (católica) expressadas através da família (Padovan: 2007). Embora o Ilê Obá Aganju Ocoloiá não tenha chegado a sofrer nenhuma ação de violência explícita, teve que rezar pela cartilha da discrição, assim como muitos outros terreiros, em consequência da perseguição e das políticas de Estado vigentes. Mãe Amara recorda que, pouco depois daquela época, toda vez que ia fazer um Toque precisava pedir autorização para a polícia. Na hora da festa, era comum aparecerem policiais conferindo se o evento prosseguia sem “desordem” (MEIRA, 2008;2009).
Herdeiras da tradição Nagô, considerada uma das mais antigas e vivas culturas de origem africana nas Américas, o Terreiro Ilê Obá Aganju Ocoloiá, também reconhecido por Xangô de Mãe Amara, devido à devoção e reverência ao orixá patrono desta comunidade é conduzido pelo amor, fé e dedicação integral de mulheres do axé lideradas pela ialorixá Amara Mendes da Silva (Obá Meji) e sua filhas carnais a iaquequerê Maria Helena Mendes Sampaio (Oá Tundê), a iabá Maria Bárbara da Silva e a iabassê Rosemira Maria da Silva – que sucedeu e recebeu este saber da sua avó Francisca Pio Mendes (Obá Origenã).
Ao final do século XVIII, com a chegada de africanos de origem iorubá, estes se estabeleceram no Recife, Pernambuco e criaram os primeiros núcleos de preservação e culto nagô, dentre eles estava o Babalorixá Antônio Nepomuceno Sampaio (Aparí Obá), respeitado pelo profundo conhecimento e força no culto aos Orixás e eguns que trouxe da sua nação e família. Pelos mais antigos aborixás nagôs era imprescindível à participação deste notável sacerdote nos rituais secretos e toques festivos. Aparí Obá, através dos seus filhos carnais nos deixou além da tradição familiar, um legado de histórias e demonstração de profunda admiração à sua velha matriarca a Tia Inês Joaquina de Souza (Ifatinuquê), fundadora do primeiro Terreiro Nagô do Recife hoje Sitio de Pai Adão e do Terreiro Obá Ogunté e amigos como Otolú Biocá, Opeatonã, Igibirilô e outros.
Antonio Nepomuceno Sampaio casou e teve oito filhos com Maria de Iemanjá, todos receberam esse legado e o conhecimento secreto ao culto ancestral, neste momento a história do Ilê Obá Aganju Oxoloiá se integra ao dessa família tradicional quando da união do babalorixá Nelson Mota Sampaio (Ogum Jobi) e ialorixá Amara Mendes, transmitindo tudo aos seus filhos, netas, bisnetos e filhos de santo.

## Localização
Desde a sua fundação, o Terreiro está situado em Dois Unidos, na cidade do Recife, estado de Pernambuco, Brasil, onde se encontram as fronteiras tenuemente demarcadas dos bairros de Beberibe, Linha do Tiro, Nova Descoberta e Passarinho. Dois Unidos margeia uma pequena parte do rio Beberibe, que divide os municípios de Olinda e Recife. No âmbito do planejamento e direcionamento das políticas públicas municipais, o bairro está inserido na Região Político - Administrativa 2 (RPA-2). A área do bairro é predominantemente urbana. Até o fim da década de 50, Dois Unidos não tinha ruas definidas, apenas caminhos estreitos de terra batida. A antiga Rua do Cumbe, que passava ao lado do Terreiro, deu lugar à primeira pavimentação do bairro, a Avenida Hildebrando de Vasconcelos, construída há pouco mais de 30 anos. Em frente ao Terreiro havia também uma cacimba, a qual, durante décadas, serviu como ponto de encontro das lavadeiras da região. Hoje ela não cumpre mais esta função, tendo sido transformada em ponto de distribuição de uma marca de água mineral(MEIRA, 2008;2009).
Seu belo espaço situado em um sítio de paisagem bucólica e de clima agradável no alto de uma ladeira com diversas construções antigas e uma árvore sagrada “a divindade Irocô”- tombada pelo Município do Recife – está sempre aberto para receber todos que desejem conhecer nossa história e receber o nosso axé.
Ao longo dos anos, a casa, que é uma construção datada no início do século XX, passou por algumas reformas que modificaram a conformação da sua parte interna. Somente um especialista poderia identificar a planta original. Portanto, atualmente, ela conta com nove cômodos, sendo 3 quartos, 1 salão principal, 1 Pegí, 1 antessala, 1 cozinha, 2 banheiros. Conta também com uma área de serviço na parte de trás. O conjunto total que compõe as instalações físicas do Ilê Obá Aganju Ocoloiá é formado por 4 espaços para convivência do grupo e realização de cerimônias rituais: a casa principal; a cozinha externa, em piso de terra batida e fogão à lenha; o Ibalé – cômodo acoplado à cozinha externa e que é destinado ao culto dos egunguns – mortos da família; a extensa área de terreno com pomar, plantas sagradas; e o lote onde fica o Irocô (MEIRA, 2008;2008;2009)